# Navailles-Angos
 Navailles-Angos  es una población y comuna francesa, en la región de Aquitania, departamento de Pirineos Atlánticos, en el distrito de Pau y cantón de Thèze.

## Demografía
| 586 | 588 | 630 | 875 | 1123 | 1196 |
| Para los censos de 1962 a 1999 la población legal corresponde a la población sin duplicidades (Fuente: INSEE [Consultar]) |     |     |     |      |      |

Es la comuna más poblada del cantón.